# Guthrie Center (Iowa)
Guthrie Center település az Amerikai Egyesült Államok Iowa államában, Guthrie megyében, melynek megyeszékhelye is. Lakosainak száma 1593 fő (2020. április 1.).

## Népesség
A település népességének változása:

| 2010 | 1 569 |
| 2020 | 1 593 |